# Louis de Champsavin
Louis Marie Joseph Le Beschu de Champsavin (Assérac, 24 de novembro de 1867 — Nantes, 20 de dezembro de 1916) foi um ginete francês.

## Carreira
Louis de Champsavin representou seu país nos Jogos Olímpicos de 1900, na qual conquistou a medalha de bronze nos saltos individual.
Ele faleceu em um hospital de Nantes, durante a Primeira Guerra Mundial.